# Къч (залив)
Вижте пояснителната страница за други значения на Къч.
Къч (на английски: Gulf of Kutch, на хинди: कच्छ की खाड़ी, Къччх) е залив на Арабско море, вдаващ се на 180 km в територията на Индия, в западния щат Гуджарат. Максималната му дълбочина е 122 m. Ограничава от северната страна полуостров Катхиявар, отделяйки го от полуострова Къч, и се простира в североизточно направление. На брега на залива Къч, в град Джамнагар е разположен най-големият в света нефтопреработвателен завод. В град Кандла е разположен голям нефтен терминал.